# Breese im Bruche
Breese im Bruche est un quartier de la commune de Jameln, dans le Land de Basse-Saxe.

## Géographie
Le village se situe dans le parc naturel Elbhöhen-Wendland au sud de Dannenberg.

## Histoire
Le village est fondé au XIIIe siècle. Le manoir appartenait à la famille des comtes Grote de 1517 jusqu'aux années 1950. Elle fut vendue, dissoute et divisée par Irene von Prondzynski, née comtesse Grote, à la Niedersächsische Landgesellschaft.
L'autre monument est la Gutskapelle du XVIe siècle, une copie rurale de la chapelle castrale de Celle avec une voûte en berceau richement peinte. Le constructeur est apparenté à la famille de Hämelschenburg (Renaissance de la Weser).
En 1972, Breese im Bruche intègre la commune de Jameln.

## Personnalités
- Rudolf Rocholl (1802-1905), pasteur.
- Theodor Rocholl (1854-1933), peintre, fils du précédent.

## Source, notes et références
- (de) Cet article est partiellement ou en totalité issu de l’article de Wikipédia en allemand intitulé « Breese im Bruche » (voir la liste des auteurs).

1. ↑  (de) Statistisches Bundesamt, Historisches Gemeindeverzeichnis für die Bundesrepublik Deutschland. Namens-, Grenz- und Schlüsselnummernänderungen bei Gemeinden, Kreisen und Regierungsbezirken vom 27.5.1970 bis 31.12.1982, 1983 (ISBN 3-17-003263-1)